# Jeu d'aventure
 (février 2010).
Si vous disposez d'ouvrages ou d'articles de référence ou si vous connaissez des sites web de qualité traitant du thème abordé ici, merci de compléter l'article en donnant les références utiles à sa vérifiabilité et en les liant à la section « Notes et références ».
Le jeu d'aventure est un genre de jeu vidéo dont l'intérêt prédominant se focalise sur la narration plutôt que sur les réflexes et l'action. Plus précisément, les jeux d'aventure mettent le plus souvent l'accent sur l'exploration, les dialogues, la résolution d'énigmes. La majorité des jeux d'aventure ne permettent pas au joueur de combattre, ni même de mourir, à moins que cette mort n'ait un rôle narratif. Des exceptions existent cependant. Ainsi, un jeu d'aventure constitue une fiction, comme un film, un roman ou une bande dessinée, dont le principal objectif est de raconter une histoire ; il se différencie cependant de ces autres media par son interactivité, le joueur pouvant agir sur l'histoire. Certains jeux d'aventure offrent ainsi plusieurs embranchements scénaristiques. En tant qu'œuvre de fiction, les jeux d'aventure peuvent faire reposer leur trame sur un grand nombre de genres littéraires : fantasy, science-fiction, policier, horreur ou comédie. Les jeux d'aventure sont majoritairement conçus pour un seul joueur : par leur rapport à l'histoire, introduire l'aspect multijoueur rend la réalisation complexe.

## Historique

### Les jeux d'aventure textuels
Historiquement, le premier jeu d'aventure textuel est Castle, un jeu créé par Peter Langston sur son logiciel Wander en 1974. Il fut néanmoins moins populaire que Colossal Cave Adventure, développé deux ans plus tard par William Crowther sur un PDP-10 ; développé en Fortran, il se diffusa via Arpanet malgré sa grande taille pour l'époque (300 Ko). Vinrent ensuite les aventures de Scott Adams, qui furent les premières vendues sur des micro-ordinateurs ; pour limiter la mémoire prise, l'interpréteur est minimal et le texte assez lapidaire. La première société qui se spécialisa dans la fiction interactive avec succès commercial fut Infocom, qui développa son propre langage et son interpréteur pour limiter la place prise par la programmation ; les aventures étaient variées, allant du policier à la science-fiction, et le public suivit tout au long des années 1980.
Le jeu d'aventure textuel est un genre très particulier, car une grande place est laissée aux descriptions et à l'imagination du joueur. Par ailleurs, celui-ci doit saisir les actions qu'il souhaite faire effectuer au personnage qu'il contrôle par le biais de commandes textuelles. Un exemple typique est le suivant : lorsque le personnage dirigé par le joueur entre dans une pièce (au sein du jeu), le joueur pourra saisir la commande « examiner pièce ». Le cas échéant, le jeu produira à l'écran une description de la pièce : « Vous vous trouvez dans une vaste pièce aux murs de pierre, etc. ». La plus grande difficulté dans ce genre de jeux résidait, pour le joueur, dans la nécessité d'entrer les commandes de la même façon qu'elles avaient été pensées par les programmeurs du jeu. Ainsi, si le joueur entrait « examiner pièce » alors que les programmeurs s'attendaient à ce qu'il saisisse « regarder alentours », le jeu pouvait ne pas comprendre ce que souhaitait faire le joueur. Les jeux bien programmés étaient capables de s'affranchir de telles limites, en utilisant quelques règles de simplification grammaticales rudimentaires (ignorer les articles, ignorer la conjugaison du verbe, utiliser des dictionnaires de synonymes, etc.).

### La piste graphique
La grande nouveauté qui suivit fut l'introduction de l'image. L'usage du langage machine permettant des programmes plus courts et la mémoire des machines augmentant, il devient possible d'utiliser les possibilités graphiques d'un ordinateur comme l'Apple II. Très rapidement il ne reste plus guère que la société Infocom à écrire des aventures purement textuelles.
Cependant, le premier moment de surprise passé, un graphisme sommaire, des lignes blanches maladroites sur un fond uniformément noir, ne reste pas longtemps un incontournable. Le style graphique, pour accéder à la maturité, nécessite une véritable qualité esthétique, des moyens pour la mettre en œuvre et des créateurs graphiques, artisans de ces exigences.
Dans la foulée, des jeux exploitant au mieux les ressources graphiques disponibles sont mis sur le marché comme Sherwood Forest (1982), Masquerade (1983) de Dale Johnson ou Transylvania (1982, ressorti en 1984) par Antonio Antiochia.
Se pose alors un autre problème : l'introduction des images dans les jeux d'aventure implique des capacités de stockage plus importantes. Les premières aventures graphiques nécessitent un grand nombre de disquettes pour leur installation, et ce jusqu'à ce que le cédérom fasse son apparition.
Ce problème de stockage va faire hésiter l'industrie quelques années entre des graphismes de type vectoriel ou de type bitmap. Ce dernier type, permettant plus de finesse dans la représentation mais nécessitant des capacités de stockage plus importantes finira par l'emporter.

### L'initiateur Sierra

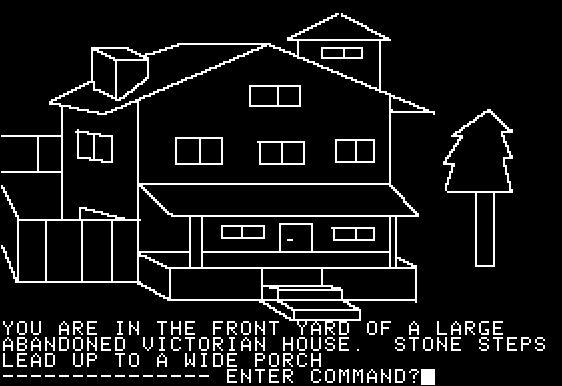
Copie d'écran de Mystery House

À la fin des années 1970, Ken Williams cherche à monter une société de logiciels destinés aux entreprises et fonctionnant sur l'Apple II, l'ordinateur qui domine le marché à l'époque. Un jour, il ramène chez lui, pour travailler au développement d'un programme de comptabilité, un terminal de télétype. Fouillant dans le catalogue, il trouve un programme nommé Aventure. Il appelle alors son épouse Roberta et tous deux l'exécutent. Leur rencontre avec le jeu de Crowther et Woods va à nouveau infléchir considérablement l'histoire du jeu vidéo. Ils se mettent ainsi à jouer grâce au terminal, à 2 000 km de distance, à une version de Colossal Cave Adventure, qui se trouve maintenant sur tous les mini-ordinateurs du pays. Les Williams sont accrochés, ils vont jusqu'au bout du jeu.
L'ayant terminé, ils se mettent à la recherche de quelque chose de similaire, mais à l'époque, le marché est très peu développé. Roberta Williams se met alors à réfléchir à son propre jeu. Le concept d'aventure textuelle lui plaît beaucoup, cependant elle pense qu'avec des images, le joueur a une expérience de jeu plus satisfaisante. Elle crée ainsi Mystery House, le premier jeu d'aventure graphique, une intrigue policière inspirée des Dix petits nègres d'Agatha Christie.
Ken passe quelques nuits à développer le jeu sur son Apple II et finalement ils font des paquets avec des sacs en plastique zippés contenant la disquette 5 pouces 1/4 du jeu et un papier photocopié le décrivant, paquets qu'ils laissent en dépôt dans la boutique locale de logiciels. À leur grande surprise, Mystery House est un énorme succès, et même si Ken pense que le marché du jeu est beaucoup moins porteur que celui du logiciel professionnel, il persévère. C'est ainsi que les Williams fondent, en 1980, On-Line Systems, qui deviendra Sierra On-Line en 1982, une compagnie qui va être un acteur majeur du jeu vidéo dans les années 1980 et 1990.
Mais Sierra n'en reste pas là. Jusqu'alors, les aventures sont des jeux à la première personne, les images présentent le décor comme vu au travers des yeux du joueur. La société des Williams va introduire une nouveauté dans sa série des King's Quest, le jeu à la troisième personne. En effet, profitant des techniques développées dans les jeux d'action qui ont beaucoup progressé parallèlement, Ken va introduire dans l'image un personnage animé que le joueur manipule et qui le représente dans l'univers du jeu. Avec les « 3-D Animated Adventures », un nouveau standard est né et quasiment toute l'industrie va s'en emparer. Les commandes sont cependant toujours entrées au clavier par le joueur et analysées par un analyseur syntaxique, comme pour les aventures textuelles.
Sierra ne cessera jamais de développer de nouveaux jeux et d'innover en repoussant les limites techniques jusqu'à son rachat par Cendant en 1998.
Les aventures développées par Sierra : Mission Asteroid (1980, ressorti par SierraVenture, 1982), Mystery House (1980, produit en 1979, ressorti par SierraVenture en 1982), The Wizard and the Princess / Adventure in Serenia (1980, ressorti par SierraVenture en 1982), Cranston Manor (1981), Ulysses and the Golden Fleece (1981, ressorti par SierraVenture en 1982), Softporn Adventure (1981), Time Zone (1982, produit en 1981, ressorti par SierraVenture en 1982), Dark Crystal (1982), Gelfling Adventure (1984), Mickey's Space Adventure (1984), The Black Cauldron (1984, ressorti en 1986), Winnie the Pooh in the Hundred Acre Wood (1986), Dragon's Keep, Troll Tales, Gold Rush! (1988), The Colonel's Bequest (1989), Codename: ICEMAN (1989), Conquests of Camelot: King Arthur, The Search for the Grail (1989), Laura Bow II: Dagger of Amon Ra (1991), Eco Quest 1: The Search for Cetus, Conquests of Long Bow: The Adventures of Robin Hood (1992), Freddy Pharkas, EcoQuest 2 : SOS Forêt Vierge (1993), Frontier Pharmacist (1993), Urban Runner (1995), Rama (1996), Lighthouse (1996), Shivers (1996), Shivers II: Harvest of Souls (1997), Betrayal in Antara (1997).
et les séries :
- La série King's Quest : huit jeux commercialisés entre 1984 et 1998
- La série Space Quest : six jeux commercialisés entre 1986 et 1995
- La série Leisure Suit Larry : huit jeux et trois rééditions commercialisés entre 1987 et 2004
- La série Police Quest : six jeux commercialisés entre 1987 et 1998
- La série Hero's Quest (Quest for Glory) : cinq jeux commercialisés entre 1989 et 1998
- La série Gabriel Knight : Gabriel Knight : The Sins of the Fathers (1993), Gabriel Knight : The Beast Within (1995), Gabriel Knight : Blood of the Sacred, Blood of the Damned (1999)
- La série Manhunter : Manhunter: New York (1988), Manhunter 2: San Francisco (1989)
- La série Phantasmagoria : Phantasmagoria (1995), Phantasmagoria II: A Puzzle of Flesh (1996), Phantasmagoria Stagefright (1997)

### Les jeux LucasArts
En 1987, personne ne semble pouvoir lutter contre la puissance de Sierra, lorsqu'un programmeur nommé Ron Gilbert avec la collaboration de Aric Wilmunder travaillant pour la société Lucasfilm Games — devenu depuis LucasArts — développe une avancée fondamentale : le système d'écriture par scripts Scumm et l'interface point and click (pointer-et-cliquer). Au lieu de devoir taper la commande destinée à l'analyseur syntaxique, celle-ci est saisie au moyen d'icônes textuelles. Pour interagir avec son environnement, le joueur clique sur un ordre (par exemple : « utiliser »), sur une icône représentant un objet de son inventaire (par exemple : « utiliser clé ») ou sur une zone de l'image (par exemple: « utiliser clé sur porte »). De cette façon, deux ou trois clics intuitifs remplacent la saisie fastidieuse (et hasardeuse) imposée par les analyseurs syntaxiques du type Sierra. La rupture avec le temps des aventures textuelles est définitivement consommée. Ce système est mis en œuvre pour la première fois dans le jeu Maniac Mansion, qui imposera la pérennité du système Scumm de Lucasfilm Games/Lucasarts.
LucasArts va aussi se différencier de son principal concurrent, le géant Sierra, en repensant certains concepts des jeux d'aventure. Il n'est ainsi plus possible de mourir au cours du jeu, comme cela était courant jusqu'alors, ce qui obligeait le joueur à développer une contraignante stratégie de sauvegardes. De la même façon, tout est fait pour que le joueur ne soit jamais complètement coincé dans le jeu, par exemple parce qu'il aurait oublié de ramasser un objet indispensable au tout début du jeu. Ron Gilbert répugne aussi à imposer des énigmes à temps limité, qu'il juge très frustrantes pour le joueur (par exemple: Devoir effectuer une certaine action pour échapper à un monstre, en moins de dix secondes, mais devoir s'y reprendre à vingt tentatives, par tâtonnements successifs). Enfin, les jeux de LucasArts abandonneront le système de points qui, dans les jeux Sierra notamment, indiquait la progression du joueur dans l'aventure, et qui était un étrange héritage historique des jeux d'action, notamment des jeux de plates-formes, où l'objectif du joueur était de battre le score des autres joueurs.
On entre enfin dans l'âge d'or du jeu d'aventure. Ces nouveautés sont immédiatement prises en compte par la concurrence, Sierra en particulier.
Les coups d'essai de Gilbert, Maniac Mansion et Zak McKracken restent cependant en 16 couleurs et le pointer-et-cliquer n'est pas complètement intégré. C'est avec The Secret of Monkey Island qu'on arrive à une réalisation achevée, offrant 256 couleurs, un pointer-et-cliquer complet, un système de dialogues avec des réponses optionnelles, des énigmes à résoudre au moyen de l'inventaire, des graphismes originaux, de la musique d'ambiance et un humour très caractéristique. Mais surtout, le scénario a été conçu comme celui d'un film, ce que la maison sait faire, et les dialogues et l'inventaire sont au service de ce scénario. La sortie, en 1993, du Maniac Mansion: Day of the Tentacle, une remarquable réussite, lance une ligne de réalisation dans le style dessin animé.
On notera la collaboration de Steven Spielberg et de LucasArts pour la réalisation de The Dig, une aventure de science-fiction que le réalisateur avait envisagé, un moment, de tourner.
Profitant à nouveau des avancées des jeux d'action et intégrant un moteur semblable aux jeux de type jeu de tir à la première personne (first person shooter), la société prend, en 1998, le tournant des jeux en « 3D temps réel », avec le jeu Grim Fandango. Ceci nécessite l'abandon du style dessin animé 2D, et par là-même l'environnement de scriptage SCUMM est abandonné au profit d'un nouveau système nommé GrimE.
Les aventures de LucasArts/LucasGames : Labyrinth: The Computer Game (1986), Maniac Mansion (1987) + édition améliorée, Zak McKracken and the Alien Mindbenders (1988) + édition améliorée, Indiana Jones and the Last Crusade (1989), Loom (1990) + édition CD, The Secret of Monkey Island (1990), Monkey Island 2: LeChuck's Revenge (1991), Indiana Jones et le Mystère de l'Atlantide (1992), Maniac Mansion: Day of the Tentacle (1993), Sam and Max: Hit the Road (1993), Full Throttle (1994), The Dig (1995), The Curse of Monkey Island (1997), Grim Fandango (1998), Monkey Island 4: Escape From Monkey Island (2000), Indiana Jones et la Machine Infernale (1999), Indiana Jones et le tombeau de l'empereur (2003).

### La sérieMyst
En 1991, alors que le monde du jeu d'aventure semble à tout jamais dominé par LucasArts, dans un garage de Spokane, dans l'État de Washington, la petite équipe de 9 hommes de la société Cyan Worlds dirigée par les frères Robyn et Rand Miller commence à pousser le logiciel HyperCard d'Apple dans ses derniers retranchements et au moyen d'une batterie de Macintosh Quadra, invente un nouveau type d'aventure, faisant du neuf avec du vieux.
En effet, leur jeu, Myst, se distingue d'une part visuellement, et d'autre part grâce à son type de puzzles et de narration. Il s'agit d'un retour à la première personne, qui comporte peu d'animations, mais dont les images sortent totalement du style « dessin animé » (qui faisait loi à l'époque du fait des limitations matérielles) et cherchent au contraire l'hyperréalisme. Au lieu de se baser sur l'humour, le jeu se veut intrigant, prenant, avec une musique envoûtante ainsi que des puzzles d'une logique implacable, ce qui permet finalement une immersion dans son univers encore jamais atteinte.
L'aventure commence sur une île, le joueur est dans l'ignorance complète. Le personnage n'est pas visible (première personne oblige) et ne parle jamais. Pas d'inventaire non plus, on ne peut porter qu'un objet à la fois. Les énigmes sont plutôt classiques dans leur conception. Cependant, grâce à ses graphismes fouillés où tout pourrait être important, le joueur est attrapé par le jeu.
Une part de son succès semble aussi liée au fait que, pour la première fois, un jeu vidéo ne paraissait pas être destiné à un public d'adolescents mâles, mais à un large public adulte. Sorti en 1993, Myst a été ainsi le jeu le plus profitable de tous les temps et sera vendu à plus de 9 millions d'exemplaires, toutes plates-formes confondues. Les critiques professionnels n'avaient pas d'abord saisi le potentiel du jeu, critiquant sa raideur et ne voyant pas l'immersion qu'il offrait.
Myst a donné lieu à plusieurs suites : Riven, Myst III : Exile, Myst IV: Revelation et Myst V: End of Ages, le dernier de la série. Il y a aussi un jeu en ligne massivement multijoueur, Uru: Ages Beyond Myst, qui ne rentre pas vraiment dans la série Myst. Trois romans dérivés trouvent leur origine dans son monde Myst, Le livre d'Atrus, Myst. 2, Le livre de Ti'ana et Myst. 3, Le livre de D'ni. Le jeu a été aussi parodié par Pyst de Parroty Interactive.

### Après la 3D: vers un nouveau jeu d'aventure

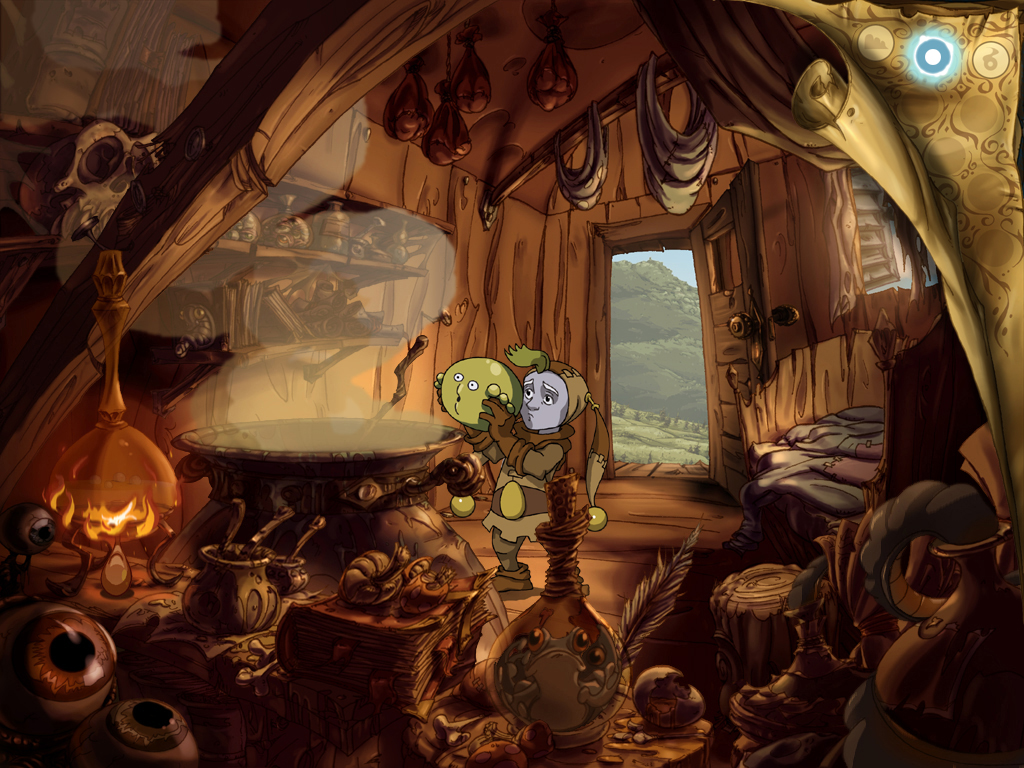
Les Chroniques de Sadwick : The Whispered World, un jeu d'aventure en 2D récent.

La 3D a porté un coup très dur au genre à partir de 1996. Les nouveaux styles de gameplay, d'accès plus immédiat (jeu de plates-formes, jeu de tir) ont bientôt supplanté auprès d'un public, désormais de masse, les jeux d'aventure, traditionnellement exigeants intellectuellement. On peut par exemple citer Tomb Raider (1996) qui mêle aventures à la Indiana Jones (exploration de vestiges perdus, recherche d'artefacts), quelques résolutions d'énigmes, et surtout des phases d'action (tir, plateformes), tout cela en 3D. Sans oublier la plantureuse héroïne. En raison de cette alchimie, le jeu connaît un succès retentissant.
Mais ce n'est pas la seule raison. Le genre « pointer-et-cliquer » a eu énormément de mal à s'adapter techniquement aux standards de la 3D, comme le prouvent les deux dernières réalisations de LucasArts dans ce domaine, Grim Fandango et Escape from Monkey Island. Enfin, la base du gameplay la résolution d'énigmes faisant avancer l'histoire est reprise et intégrée dans d'autres genres, comme le jeu de rôle, qui vampirisent de facto le marché des jeux d'aventure. Les ventes n'ont cessé de baisser. Au début des années 2000, le genre est considéré comme mort, malgré quelques tentatives isolées (comme The Nomad Soul ou Outcast).
Contre toute attente, le genre renaît à partir de 2002/2003 grâce à quelques productions mémorables, qui coïncident avec l'âge technologique où les capacités de stockage et les méthodes de production permettent enfin à la 2D de rattraper, en beauté, la 3D, moyennant quelques artifices (l'insertion de vidéos plein écran permet de regagner en immersion, certains effets spéciaux permettent de faire oublier au joueur qu'il se trouve face à de la 2D somme toute assez statique, l'utilisation de techniques 3D permet de produire une grande quantité de personnages animés sans faire exploser les coûts de production du jeu, etc.). En 2002, Microïds publie Syberia, dont le maître d'œuvre est l'auteur de bandes dessinées Benoît Sokal. Grâce à un scénario original et un environnement graphique superbe, le jeu conquiert un large public. Ce que le jeu d'aventure avait perdu en interactivité, il le regagne en féerie. En 2003, l'éditeur français Focus tente un coup de poker et rafle la mise : Runaway: A Road Adventure et The Westerner sont de grands succès. Leurs développeurs ont fait le choix d'un style « cartoon » rappelant les jeux LucasArts, mais cette fois en haute résolution, ce qui va non seulement plaire à de nombreux nostalgiques, mais également à un public trop jeune pour avoir pu, à l'époque, y jouer, et rebuté par l'aspect visuel désormais vieillot de jeux comme Monkey Island. Le genre semble respirer quelque peu, avec Tony Tough, Les Chevaliers de Baphomet : le Manuscrit de Voynich ou Fahrenheit (bien que ces deux derniers comportent beaucoup de scènes d'actions).
Il y a plusieurs raisons au regain d'intérêt du « pointer et cliquer : d'une part, les jeux en 2D sont beaucoup plus faciles à réaliser que les jeux en 3D et surtout beaucoup moins chers, dans un contexte d'inflation galopante des coûts de production. On a aussi dépassé la période où l'industrie vidéoludique se cherchait, perdue entre la course à la vidéo et celle à la 3D, ne sachant comment marier harmonieusement les techniques visuelles. De plus, les standards techniques des « pointer et cliquer » sont beaucoup moins élevés que ceux d'autres jeux, car ils mettent davantage l'accent sur la narration; ils s'adaptent donc à un très grand parc de machines, y compris celles d'un public peu enclin à renouveler son matériel au rythme actuel de la course à la technologie (par exemple, certaines personnes jouent au bureau sur de vieux ordinateurs qui n'ont pas de carte 3D). Enfin, leur style linéaire et narratif constitue d'excellents repères artistiques à un public dérouté par les gameplays actuels et dont les images de référence sont celles du cinéma d'action (certains joueurs avouent même être rebutés par les jeux en 3D temps réel en raison de leurs images perpétuellement en mouvement).

### Le retour des vieilles licences
La floraison d'appareils mobiles a encore accentué la renaissance du genre. D'une part les créateurs de jeux et les joueurs, issus de la génération des années 1980/1990, sont séduits par le style graphique « nostalgique » (notamment les graphismes en pixel-art) et, d'autre part, la faible puissance de calcul de ces appareils (smartphones, tablettes, etc.) force à revenir à des graphismes simplifiés, ou du moins ne faisant pas une utilisation intensive de la 3D (on constate le même regain d'intérêt pour les jeux de plates-formes simplistes). Pour finir, l'utilisation de ces appareils (aux toilettes, dans les transports en commun, etc.) favorise les casual games en général et les jeux d'aventure en particulier. Modèle:Source?
En 2006, Telltale Games prend le pari de ressortir la série Sam and Max (grand succès de Lucasarts à l'âge d'or du jeu d'aventure) de l'oubli, en adaptant la formule aux standards actuels (jeux courts, divisés en épisodes, vendus à prix raisonnable). Le jeu est en 3D mais évite les écueils que Grim Fandango et Escape from Monkey Island avaient rencontrés à la fin des années 1990 (notamment les problèmes de contrôle du personnage). La formule marche, et Telltale Games sort ensuite une nouvelle série de jeux Monkey Island en 2009 (Tales of Monkey Island), puis adapte de nouvelles licences au genre du jeu d'aventure (Retour vers le futur, Jurassic Park, etc.). Au même moment, le développeur historique (LucasArts) sort une version « remasterisée » d'un jeu culte : le premier épisode de la saga Monkey Island. Par rapport au jeu originel, l'histoire et les énigmes sont strictement identiques mais les graphismes entièrement revus au goût du jour. L'année suivante, c'est au tour de Monkey Island 2 de subir le même sort.
On peut cependant noter qu'à partir de ces nouveaux Monkey Island, les jeux commencent à s'éloigner du jeu d'aventure, pour donner davantage dans le film interactif parsemé de QTE. Ainsi, de même que l'apparition de la 3D malmenait le genre du jeu d'aventure à la fin des années 1990, on constate aujourd'hui que les nouveaux modèles économiques du jeu vidéo (vente par épisodes, Free to play, « petits jeux pas chers ou gratuits » sur Facebook ou Apple Store, etc.) et la nécessité de les adapter à un parc de machines très varié (consoles, appareils mobiles, etc.), mais aussi à un public beaucoup plus varié que dans les années 1980/1990 (désormais, les deux sexes et toutes les générations jouent), commencent de nouveau à malmener le genre.

## Caractéristiques

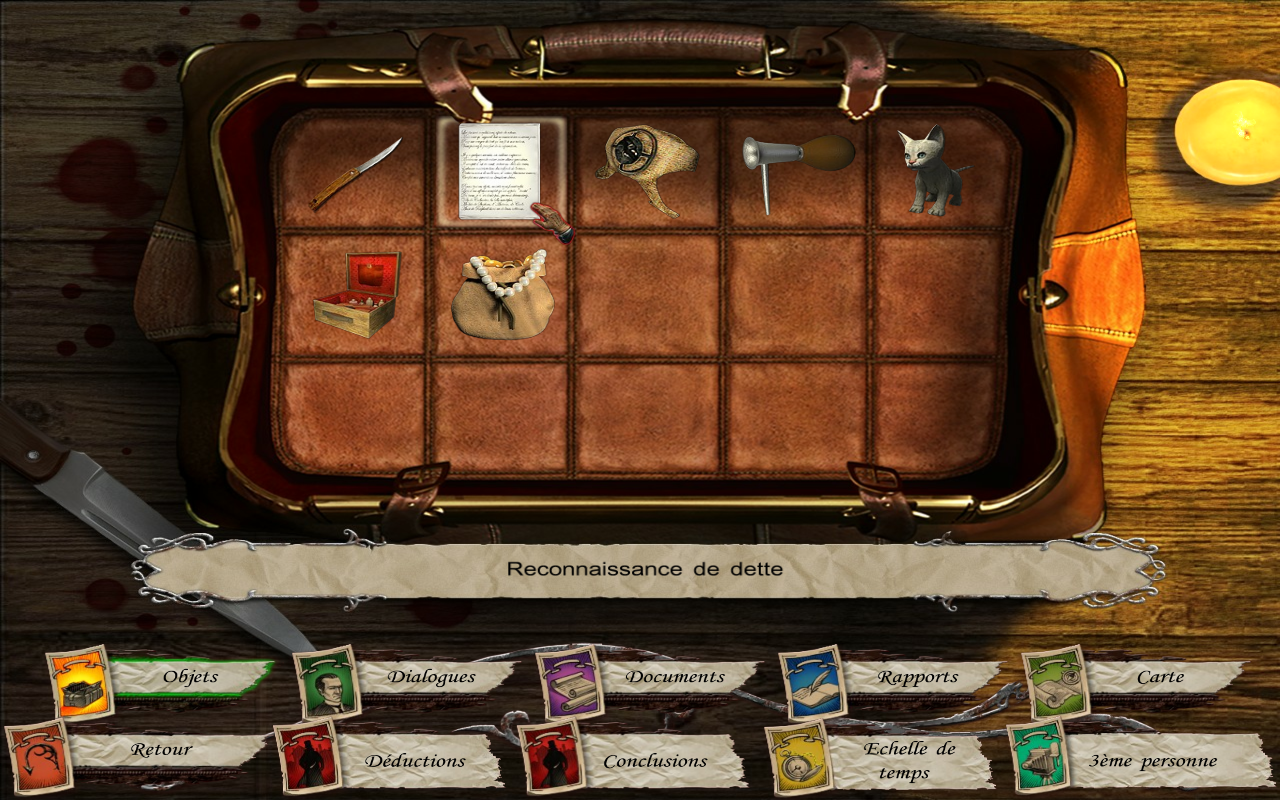
Un exemple d'inventaire dans un jeu d'aventure, ici dans le jeu Sherlock Holmes contre Jack l'Éventreur (2009).

La catégorie des « jeux d'aventure » englobe des jeux vidéo ayant certaines caractéristiques communes qui les différencient ainsi des autres genres de jeux vidéo. Les jeux d'aventure se caractérisent notamment par un scénario « riche », c'est-à-dire par une véritable narration (à opposer à des jeux de simulation sportive ou des jeux de tir par exemple, qui mettent plus en avant l'action et les réflexes qu'un véritable scénario). L'expression de « roman interactif » peut ainsi être appliquée aux jeux d'aventure, dont l'enchaînement des évènements est prévu par les réalisateurs du jeu (on parle de scénario « linéaire »).
Des éléments de gameplay lui sont aussi très caractéristiques : l'inventaire (qui permet au joueur de garder avec lui des objets comme un briquet ou un bâton qu'il a trouvés à un moment de la narration et qui pourront lui être utiles plus tard) et la multiplication des petites énigmes (comparables à des mini-jeux incrustés à l'intérieur du scénario, consistant par exemple à ouvrir un passage secret grâce à un mécanisme dont il faut comprendre le fonctionnement, etc.).

## Sous-genres
Le jeu d'aventure est vaste, on peut isoler différents sous-genres de jeux d'aventure, selon certains critères. Le sujet, l'interface utilisateur, l'évolution ou l'histoire.

### Fiction interactive
La fiction interactive ou jeu d'aventure textuel est l'un des premiers types vidéoludiques à être commercialisés à la fin des années 1970, et le précurseur est Colossal Cave Adventure. Ce type de jeu s'est fait connaître avec la série Zork et a joui d'une certaine popularité dans les années 1980. Le joueur campe un protagoniste du récit et doit généralement résoudre une série d'énigmes et de casse-têtes à l'aide d'objets ou bien en interagissant avec d'autres personnages.
Les premiers jeux d'aventure étaient proposés sous forme textuelle. Le joueur utilisait le clavier pour saisir des commandes telles que « prendre la corde » ou « aller à l'ouest » et l'ordinateur lui décrivait ce qui se passait.

### Aventure graphique
Initialement pensés comme une manière d'illustrer un jeu textuel (comme dans Mystery House), les jeux d'aventure graphique ont pris leur indépendance en renouvelant la forme de la narration, avec notamment l'utilisation massive du pointer-et-cliquer, en n'utilisant plus que la souris. Le terme d'aventure graphique, très utilisé dans les années 1980 est aujourd'hui plus rare et est souvent supplanté plus simplement par jeu d'aventure.

### Visual novel
Le visual novel (ビジュアルノベル, bijuaru noberu, litt. « roman visuel »), ou roman vidéoludique, souvent abrégé VN, est un sous-genre dans lequel les interactions du joueur sont extrêmement restreintes.
Ce type de média est plus proche d'un livre que d'un jeu vidéo. Il est constitué d'un cadre dans lequel défile du texte, généralement accompagné d’images et de sons, et qui raconte une histoire. Dans la plupart des visual novels, le lecteur a la possibilité d’intervenir sur le déroulement de l'histoire par l’intermédiaire de choix textuels.
La grande majorité des visual novels ne sortent que sur ordinateur.
Le visual novel est apparu et s'est presque exclusivement développé au Japon. Les exportations de ce type de jeu en Occident restent encore aujourd'hui du domaine de l'anecdotique. Le genre a souvent été utilisé pour scénariser des jeux à caractère érotique ou pornographique (eroge), cela renforçant probablement les difficultés d'exportations.

## Aventures notables
- La saga Zork - 9 volets de 1980 à 1997
- La saga King's Quest - 8 volets de 1984 à 1998
- La saga Space Quest - 6 volets de 1986 à 1995
- La saga Police Quest - 4 volets de 1987 à 1993
- La saga Maniac Mansion - 2 volets de 1987 à 1993
- La saga Leisure Suit Larry - 8 volets de 1987 à 2004, la série est encore d'actualité avec le remake du premier épisode devant sortir en 2013
- La saga Tex Murphy - 5 volets de 1989 à 1998, avec un nouvel opus prévu fin 2013
- La saga Indiana Jones - 3 volets de 1989 à 1999
- La saga Monkey Island - 5 volets de 1990 à 2009
- La saga The Legend of Kyrandia - 3 volets de 1992 à 1994
- La saga Alone In The Dark - 5 volets de 1992 à 2008
- La saga Gabriel Knight - 3 volets de 1993 à 1999
- La saga Sam and Max - avec son premier opus en 1993, ainsi que trois volets épisodiques entre 2006 et 2010
- La saga Myst - 5 volets de 1994 à 2005, en plus des épisodes annexes URU
- La saga Discworld - 3 volets de 1995 à 1999
- La saga des Chevaliers de Baphomet - 4 volets de 1996 à 2006, la série est encore d'actualité avec le 5e opus La malédiction du serpent qui sort en hiver 2013.
- Blade Runner en 1997
- Grim Fandango en 1998
- Sanitarium en 1998

Et plus récemment
- La saga Atlantis - 5 volets de 1997 à 2006
- La saga Nancy Drew - plus de 34 épisodes sur diverses consoles depuis 1998. Cette série est uniquement développée par Her Interactive en ce qui concerne les versions PC. Micro Application a acheté les droits pour la traduction française, mais seuls 9 volets ont été édités dans la langue de Molière. Cette série est particulièrement développée grâce à son spectaculaire succès commercial, notamment Outre-Atlantique. Microïds a racheté en 2010 les droits et comme la maison d'édition est petite, les jeux ne sont plus traduits.
- Faust, les Sept Jeux de l'Âme en 1999
- L'Amerzone en 1999
- The Longest Journey (2000) et sa suite Dreamfall (qui n'est lui plus un jeu d'aventure mais un jeu d'action/aventure) (2006)
- La saga Syberia - 3 volets de 2002 à 2017
- La saga des Aventures de Sherlock Holmes - 5 volets depuis 2002 développés par Frogwares
- La saga Runaway - 3 volets de 2003 à 2009
- The Black Mirror en 2003, dont une suite est sortie en 2010 mais n'a pas été réalisée par le même développeur
- Still Life en 2005, dont une suite est sortie en 2009.
- La saga Agatha Christie - 3 volets de 2005 à 2007
- Secret Files: Tunguska (2006) et sa suite Secret Files 2: Puritas Cordis (2009).
- Uncharted - 5 volets de 2007 à 2017

## Sites web sur les jeux d'aventure
Plusieurs sites web uniquement destinés à l'information sur le jeu d'aventure existent en français, en anglais, ainsi que dans la plupart des langues originaires de l'Europe de l'Ouest. Parmi ces sites, se trouvent notamment :

### En français
- Planète Aventure, un site d'information sur le jeu d'aventure, proposant une fiche pour chaque jeu référencé contenant notamment des papiers peints de bureau, des artworks, et un lien externe pour télécharger une démo de chaque jeu. Des interviews de développeurs et des articles à propos du jeu d'aventure y sont aussi parfois publiés.

### En anglais
- Adventure Gamers, un site très populaire consacré aux jeux d'aventure. Le site propose fréquemment des interviews de personnalités du domaine du jeu d'aventure, ainsi que des critiques et des tests de jeux.